# Веллингтон (Техас)
Веллингтон (англ. Wellington) — город в США, расположенный в северной части штата Техас, административный центр округа Коллингсуэрт. По данным переписи за 2010 год число жителей составляло 2189 человек, по оценке Бюро переписи США в 2015 году в городе проживало 2174 человека.

## История
В августе 1890 года была подписана петиция о создании нового округа Коллингсуэрт. На роль административного центра Коллингсуэрта предложили существовавший тогда город Перл, а также территорию, владельцем которой являлся Эрнест О'Нил, и которая была на несколько километров южнее. Промоутеры убедили ковбоев крупного ранчо Rocking Chair на севере округа проголосовать за новое место, а также предложили каждому проголосовавшему по 65 лотов земли в новом городе. В результате победил новый город и, несмотря на то, что город находился не в центре округа и не набрал двух третей голосов, легислатура утвердила результаты голосования. Город был назван в честь первого герцога Веллингтона, Артура, поскольку один из родственников графа, принимавший с ним участие в битве при Ватерлоо, являлся владельцем ранчо Rocking Chair.
В начале XX века выращивание хлопка начало конкурировать в регионе со скотоводством. В 1900 году в городе появились две газеты, «Collingsworth Citizen» и «Collingsworth Courier». В 1910 году в город была проведена железная дорога Wichita Falls and Northwestern Railway, в том же году город проголосовал за введение местного управления. В 1912 году в городе появилась электростанция, а в 1916 система водоснабжения. Веллингтон остаётся фермерским и скотоводческим центром региона.
Первая история о Бонни и Клайде, появившаяся в «New York Times», повествовала о происшествии на ферме Причард. При этом газета назвала Бонни «женщиной-компаньоном», а основными преступниками были поданы Клайд и его брат, которого газета назвала Айси. Статья повествовала о том, как преступники разбив свою машину попали на территорию фермы, терроризировали проживавшую там семью и убили сноху главы семейства (на самом деле убили его дочь). Потом они захватили в заложники двух офицеров полиции и увезли их в местечко Эрик в Оклахоме, где привязали колючей проволокой к дереву. Офицерам удалось высвободиться и связаться с местными органами правопорядка, тем не менее погоня за преступниками не дала результатов.

## География
Веллингтон находится в южной части округа, его координаты: 34°51′14″ с. ш. 100°12′51″ з. д..
Согласно данным бюро переписи США, площадь города составляет около 3,5 квадратных километров, полностью занятых сушей.

### Климат
Согласно классификации климатов Кёппена, в Веллингтоне преобладает семиаридный климат умеренных широт.
| Показатель                    | Янв. | Фев.  | Март  | Апр. | Май  | Июнь | Июль | Авг. | Сен. | Окт. | Нояб. | Дек.  | Год   |
| ----------------------------- | ---- | ----- | ----- | ---- | ---- | ---- | ---- | ---- | ---- | ---- | ----- | ----- | ----- |
| Абсолютный максимум, °C       | 30   | 33,9  | 37,8  | 38,9 | 41,7 | 45   | 44,4 | 43,3 | 42,2 | 40   | 32,8  | 28,9  | 45    |
| Средний суточный максимум, °C | 11,6 | 13,8  | 19    | 24,9 | 28,8 | 33,1 | 35,8 | 35,1 | 30,6 | 24,9 | 17,8  | 12,3  | 23,9  |
| Средняя температура, °C       | 4    | 6,2   | 10,8  | 16,4 | 21   | 25,6 | 28,3 | 27,6 | 23,2 | 17,2 | 10,3  | 5,1   | 16,3  |
| Средний суточный минимум, °C  | −3,5 | −1,4  | 2,7   | 7,9  | 13,3 | 18,1 | 20,7 | 20,1 | 15,9 | 9,4  | 2,7   | −2,1  | 8,7   |
| Абсолютный минимум, °C        | −20  | −17,8 | −15,6 | −5   | −2,8 | 2,2  | 10   | 11,7 | 1,7  | −6,7 | −12,2 | −21,1 | −21,1 |
| Норма осадков, мм             | 18   | 18    | 30    | 50   | 88   | 82   | 52   | 51   | 64   | 60   | 24    | 20    | 557   |
| Источник: weatherbase.com     |      |       |       |      |      |      |      |      |      |      |       |       |       |

## Население
Согласно переписи населения 2010 года в городе проживало 2178 человек, было 823 домохозяйства и 572 семьи. Расовый состав города: 73 % — белые, 5,6 % — афроамериканцы, 1,3 % — коренные жители США, 0,1 % — азиаты, 0,0 % (0 человек) — жители Гавайев или Океании, 15,4 % — другие расы, 4,5 % — две и более расы. Число испаноязычных жителей любых рас составило 34,6 %.
Из 823 домохозяйств, в 37,8 % живут дети младше 18 лет. 51,9 % домохозяйств представляли собой совместно проживающие супружеские пары (23,2 % с детьми младше 18 лет), в 12,9 % домохозяйств женщины проживали без мужей, в 4,7 % домохозяйств мужчины проживали без жён, 30,5 % домохозяйств не являлись семьями. В 28,1 % домохозяйств проживал только один человек, 15,8 % составляли одинокие пожилые люди (старше 65 лет). Средний размер домохозяйства составлял 2,6 человека. Средний размер семьи — 3,19 человека.
Население города по возрастному диапазону распределилось следующим образом: 32,4 % — жители младше 20 лет, 22,5 % находятся в возрасте от 20 до 39, 27,8 % — от 40 до 64, 17,4 % — 65 лет и старше. Средний возраст составляет 35,5 года.
Согласно данным опросов пяти лет с 2011 по 2015 годы, средний доход домохозяйства в Веллингтоне составляет 38 380 долларов США в год, средний доход семьи — 45 048 долларов. Доход на душу населения в городе составляет 18 326 долларов. Около 20,5 % семей и 22,8 % населения находятся за чертой бедности. В том числе 38,1 % в возрасте до 18 лет и 6,6 % в возрасте 65 и старше.

## Местное управление
Управление городом осуществляется избираемыми мэром и городским советом, состоящим из пяти человек.

## Инфраструктура и транспорт
Через Веллингтон проходят автомагистраль 83 США и автомагистраль 203 штата Техас.
В городе располагается аэропорт Marian Airpark. Аэропорт располагает тремя взлётно-посадочными полосами длиной 1230, 549 и 308 метров соответственно. Ближайшим аэропортом, выполняющим коммерческие пассажирские рейсы, является Международный аэропорт Рика Хасбанда в Амарилло. Аэропорт находится примерно в 155 километрах к западу от Веллингтона.

## Образование
Город обслуживается независимым школьным округом Веллингтон.

## Галерея

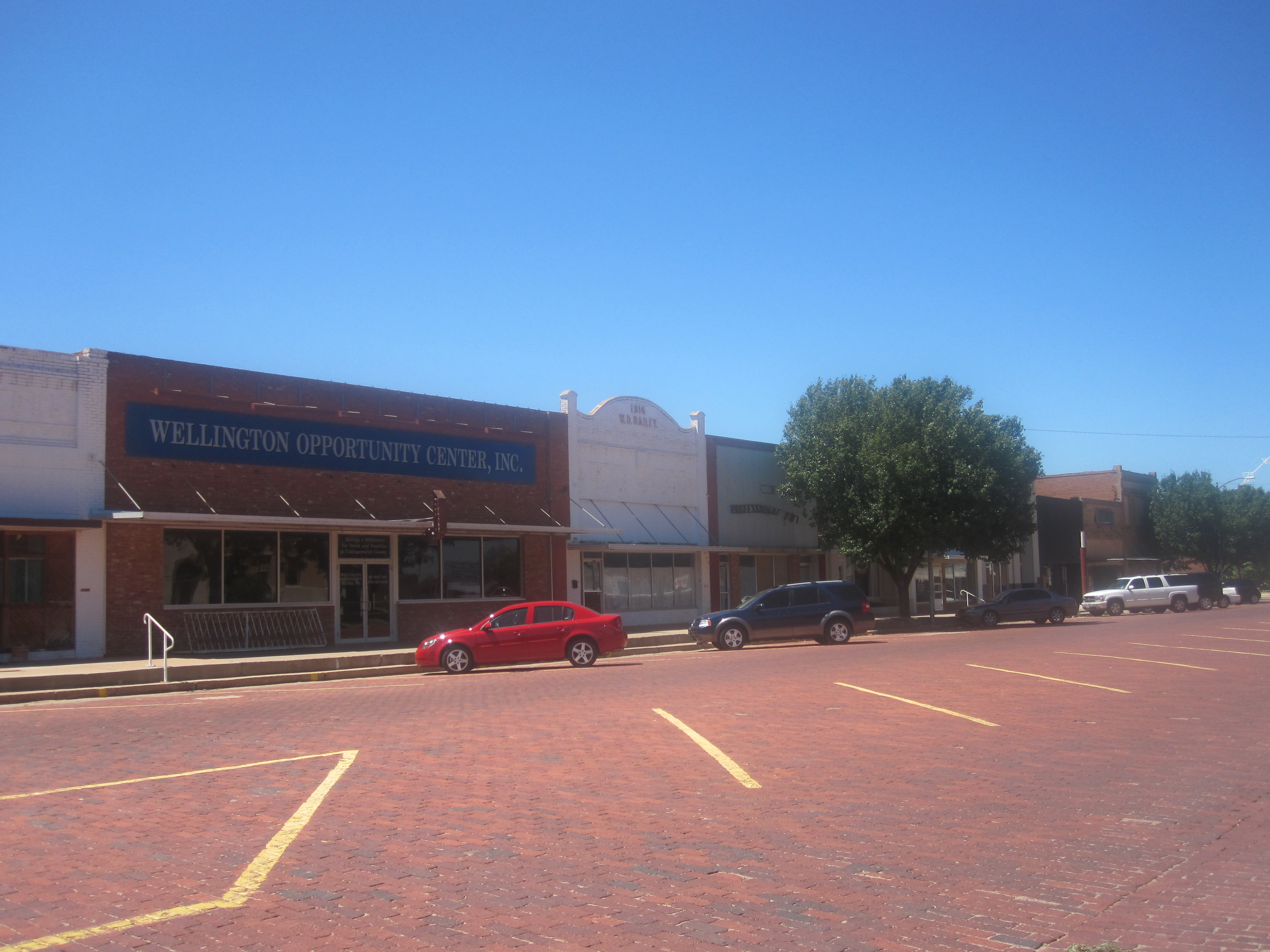
Центральная часть Веллингтона, через дорогу от суда округа Коллингсуэрт. Исторический музей округа и центр искусств.
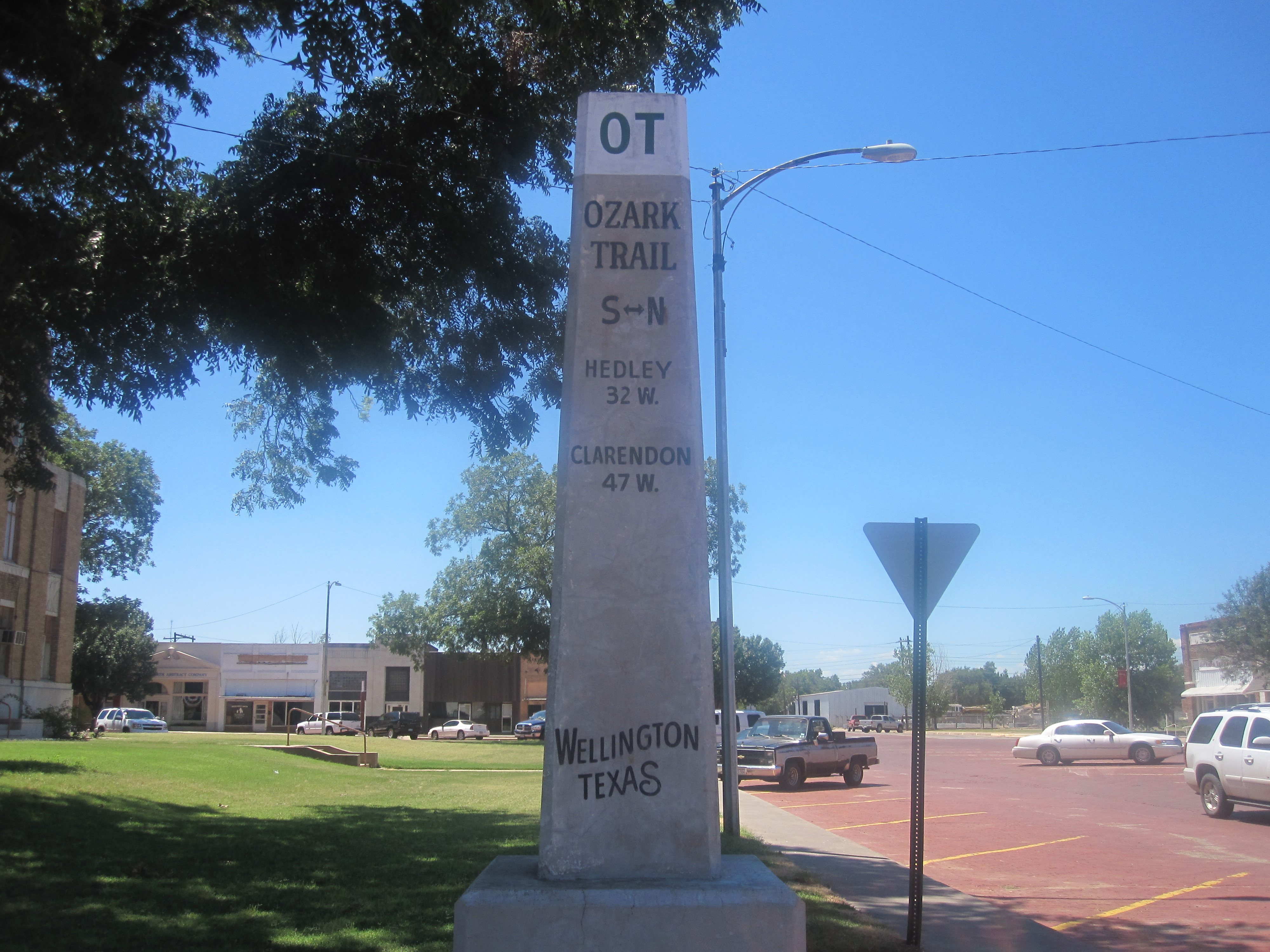
Дорога Ozark Trail, проходящая через районы Техасского выступа.
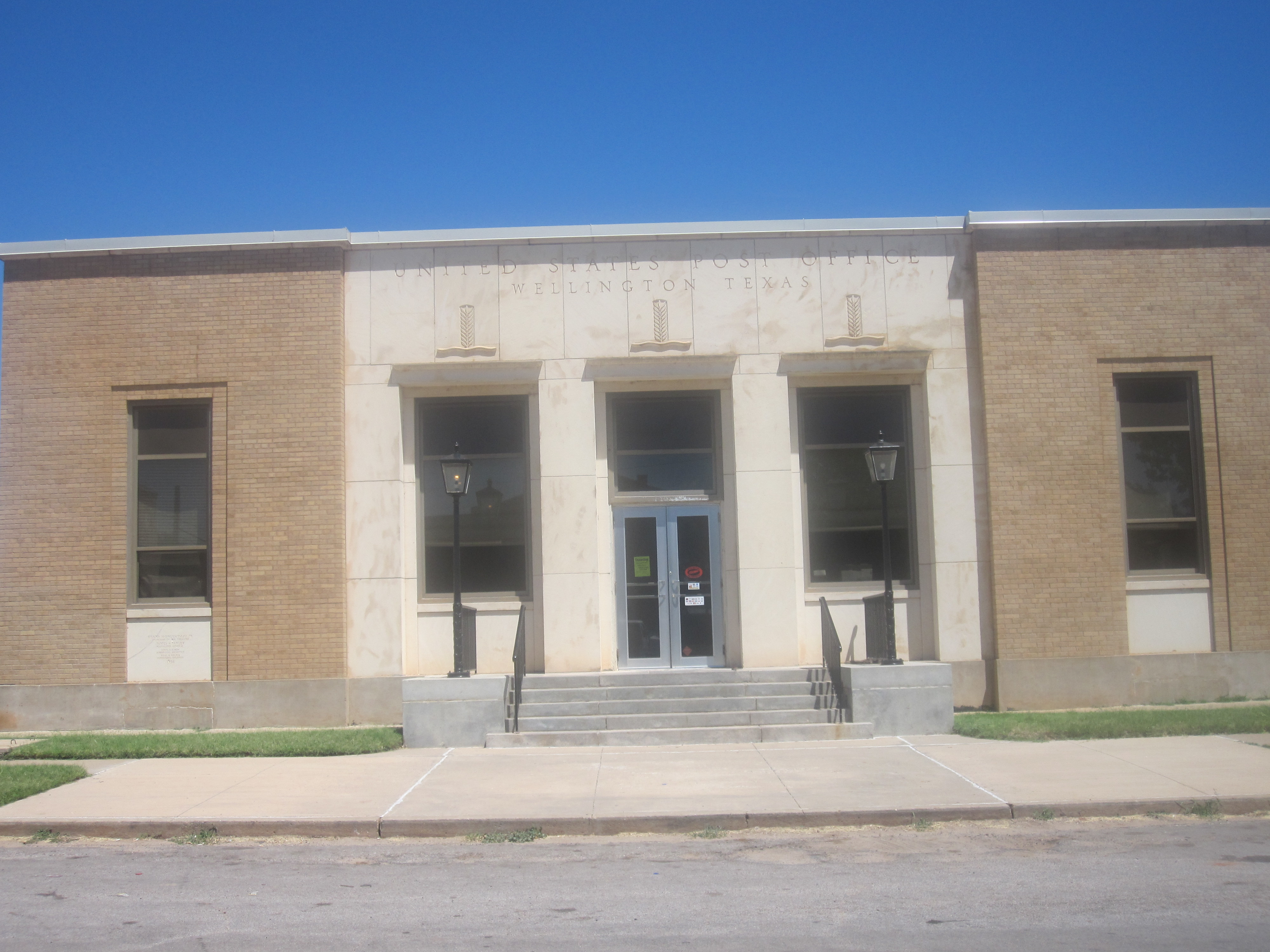
Почтовое отделение города
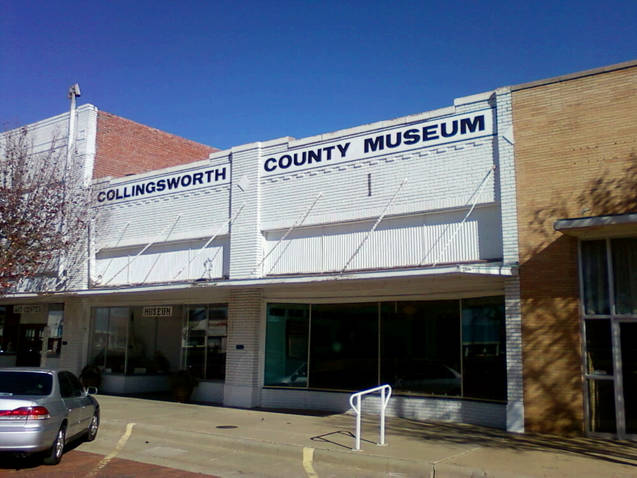
Музей истории округа Коллингсуэрт
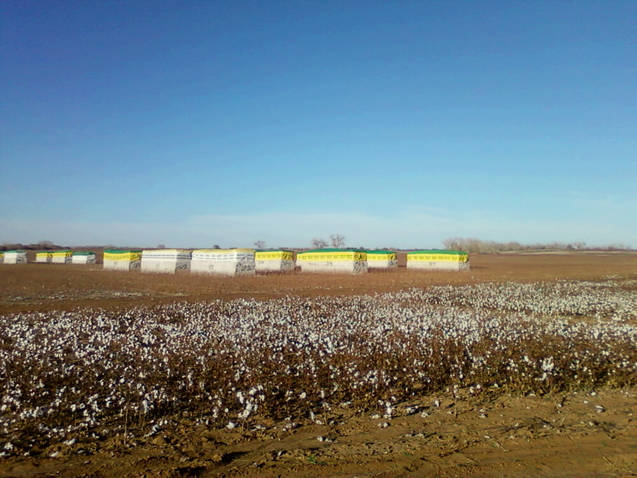
Хлопковые поля около Веллингтона